# Никомед I
Никомед I од Битиније био је други краљ Битиније од 278. п. н. е. до око 255. п. н. е. Помогао је Галима да пређу у Малу Азију, па је уз њихову помоћ вратио целу Битинију под своју власт. Основао је нову престолницу Никомедију, град, који је 6 векова након тога остао један од најпросперитетнијих градова Мале Азије.

## Сукоб са браћом и Антиохом
Најстарији је син битинијског краља Зибита I, кога је наследио 278. п. н. е. Започео је своју владавину убиством своја два брата. Његов трећи брат Зибит II се побунио и дуго се одржавао као независан владар у значајном делу Битиније. Са истока је претио и Антиох I Сотер, који је већ раније ратовао са Битинијом у време владавине Зипоита I. Никомед је због тога склопио савез са Хераклејом Понтском, а касније и са македонским краљем Антигоном II Гонатом. Антиох I је напао Битинију, али повукао се не упуштајући се у битку.

## Уз помоћ Гала овладао је целом Битинијом
Битинија је била угрожена и споља и изнутра, па је Никомед одлучио да потражи нове савезнике Гале. Гали су током 277. п. н. е. опседали Византион. Било је то 20.000 Гала, који су се одвојили од Брена и под вођством Леонорија и Лутарија пљачкали су кроз Тракију све до Византиона. Гали су желели да пређу у Азију. Никомед им је помогао, а онда су Гали помагали Никомеду у рату против његовога брата. Уз помоћ Гала Никомед је победио Зипонита II и овладао је поново целом Битинијим. Изгледа да су Гали помагали Никомеду и у борбама против Антиоха I, али о томе нема детаља. Након што су му Гали помогли Никомед је имао пуни суверенитет над целом Битинијом. Гали су касније напредовали у унутрашњост мале Азије и настанили су се у области званој Галатија.

## Оснивање Никомедије
По узору на свога оца и многе друге грчке владаре у Малој Азији одлучио је да оснује нову престолницу и да јој даде своје име. Била је то Никомедија у близини мегарске колоније Астакоса. Никомедија је основана 264. пре н. е, а током 6 векова била је један од најбогатијих и најпросперитетнијих градова Мале Азије. Оснивајући Никомедију Никомед је Битинију оријентисао мору и отворио је врата убрзане хеленизације.

## Искључује из наследства децу из првога брака
Никомед је умро 255. п. н. е. Био је два пута жењен. Са првом женом је имао два сина Зиелу и Прусију и једну ћерку. Међутим Никомедова друга жена Етазета наговорила је Никомеда да се прескоче деца из првога брака и да круна остане њеном потомству. Етазетина деца су тада била мала па су их поверили на чување двојици краљева Антигону II Гонати и Птолемеју II Филаделфу. Одређена су и три слободна града Хераклеја, Византион и Киј као чувари. Ипак син из првога брака Зиел је успео да се уз помоћ Галаћана домогне трона.